# Ричфілд (Канзас)
Ричфілд (англ. Richfield) — місто (англ. city) в США, в окрузі Мортон штату Канзас. Населення — 30 осіб (2020).

## Географія
Ричфілд розташований за координатами 37°15′55″ пн. ш. 101°46′58″ зх. д. / 37.26528° пн. ш. 101.78278° зх. д. (37.265273, -101.782780).  За даними Бюро перепису населення США в 2010 році місто мало площу 2,60 км², уся площа — суходіл.

## Демографія
Згідно з переписом 2010 року, у місті мешкали 43 особи в 20 домогосподарствах у складі 15 родин. Густота населення становила 17 осіб/км².  Було 25 помешкань (10/км²).
Расовий склад населення:
| - 100,0 % — білих |

До двох чи більше рас належало 0,0 %. Частка іспаномовних становила 0,0 % від усіх жителів.
За віковим діапазоном населення розподілялося таким чином: 16,3 % — особи молодші 18 років, 51,1 % — особи у віці 18—64 років, 32,6 % — особи у віці 65 років та старші. Медіана віку мешканця становила 50,5 року. На 100 осіб жіночої статі у місті припадало 79,2 чоловіків;  на 100 жінок у віці від 18 років та старших — 80,0 чоловіків також старших 18 років.
Середній дохід на одне домашнє господарство  становив 78 133 долари США (медіана — 84 375), а середній дохід на одну сім'ю — 78 133 долари (медіана — 84 375). 
Цивільне працевлаштоване населення становило 15 осіб. Основні галузі зайнятості: оптова торгівля — 26,7 %, сільське господарство, лісництво, риболовля — 26,7 %, публічна адміністрація — 20,0 %, освіта, охорона здоров'я та соціальна допомога — 20,0 %.